# Simulium croxtoni
Simulium croxtoni är en tvåvingeart som beskrevs av Nicholson och John T. Mickel 1950. Simulium croxtoni ingår i släktet Simulium och familjen knott. Inga underarter finns listade i Catalogue of Life.